# Dreams Beyond Control
Dreams Beyond Control è il quindicesimo album in studio del gruppo musicale statunitense Spyro Gyra, pubblicato nel 1993.
Il disco è stato classificato al secondo posto dalla rivista settimanale statunitense Billboard per la categoria Top Contemporary Jazz Album.

## Tracce
1. Walk the Walk (Julio Fernandez) – 4:20
2. Patterns in the Rain (Foster Paterson) – 4:38
3. Breakfast at Igor's (Jay Beckenstein/Scott Ambush) – 5:23
4. Waltz for Isabel (Jay Beckenstein) – 4:43
5. South Beach (Julio Fernandez) – 5:13
6. Send Me One Line (John Martyn) – 4:57
7. Bahia (Dave Samuels) – 5:08
8. Kindred Spirit (Tom Schuman) – 4:05
9. Birks Law (Jay Beckenstein) – 4:36
10. Same Difference (Jay Beckenstein/Julio Fernandez) – 5:25
11. The Delicate Prey (Jeremy Wall) – 5:33

## Formazione
- Jay Beckenstein – sassofoni
- Tom Schuman – tastiere
- Julio Fernandez – chitarra
- Joel Rosenblatt – batteria
- Scott Ambush – basso

### Altri musicisti
- Alex Ligertwood – voce (tracce 2 e 6)
- Howard Levy – armonica (traccia 3)
- Marc Quinones – percussioni (traccia 5)
- Cyro Baptiste Ciari – percussioni (tracce 7 e 11)
- Will Lee, Lani Groves e Vaneese Thomas – voci (traccia 6)

### Sezione fiati
- Tower Of Power arrangiata da Greg Adams (tracce 1 e 3)
- Greg Adams – tromba
- Al Chez – tromba
- Emilio Castillo – sassofono tenore
- David Mann – sassofono tenore
- Stephen Kupka – sassofono baritono
- No Sweat Horns arrangiata da Barry Danielian (tracce 3 e 5)
- Barry Danelian – tromba e flugelhorn
- Randy Andos – trombone
- Scott Kreitzer – sassofono tenore e flauti